# Amlan

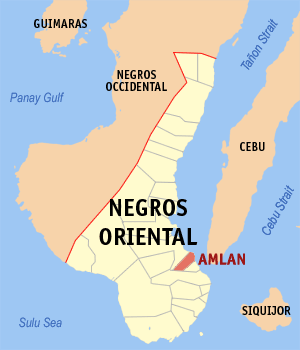
Bản đồ Negros Oriental với vị trí của Amlan

Amlan là một đô thị hạng 5 ở tỉnh Negros Oriental, Philippines. Theo điều tra dân số năm 2000, đô thị này có dân số 19.227 người trong 3851 hộ.

## Barangay
Amlan được chia thành 8 barangays:
- Bio-os
- Jantianon
- Jugno
- Mag-abo
- Poblacion
- Silab
- Tambojangin
- Tandayag